# 丹尼尔·埃尔南德斯
丹尼尔·埃尔南德斯·莫利略（西班牙語：Daniel Hernández Morillo，1856年8月1日—1932年10月23日）是秘鲁学院派风格画家，一生的多数时间在巴黎度过。他也是秘鲁国家美术学校首任校长。

## 生平
1856年8月1日出生于萬卡韋利卡，母亲是秘鲁人，父亲是西班牙人。
早年在利马学习绘画，后获奖学金到欧洲留学。在游历巴黎后，在秘鲁画家伊格纳西奥·梅里诺的推荐下来到罗马，师从马里亚·福尔图尼。1883年回到巴黎，曾任常驻巴黎的西班牙语艺术家协会会长，经常在巴黎沙龍举办个人画展。
1912年开始游历南美州，去过蒙得维的亚和布宜諾斯艾利斯，1918年回到巴黎。不久，时任秘鲁总统何塞·帕尔多邀请他参与国家美术学校的设计与建设。1919年4月15日，学校正式开始招收学生，他担任首任校长，直到逝世。
如今，利马市的国家文化局旁还有以他名字命名的小型博物馆。

## 图集

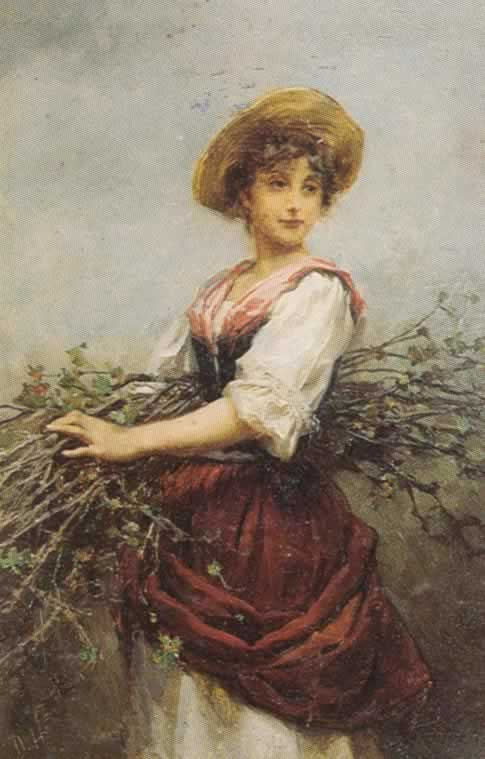
抱着柴火的女士
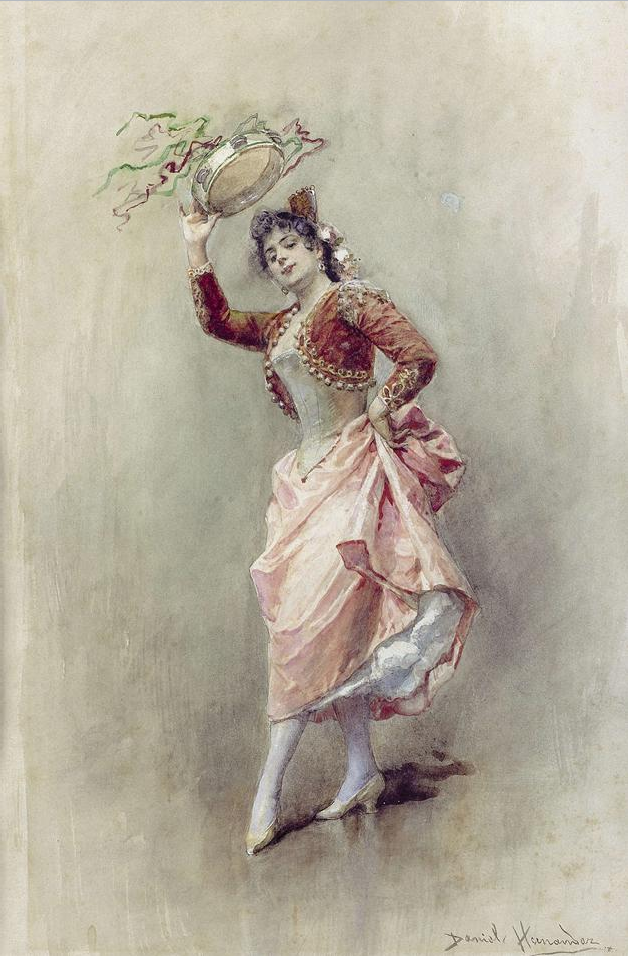
拿着手鼓的女士
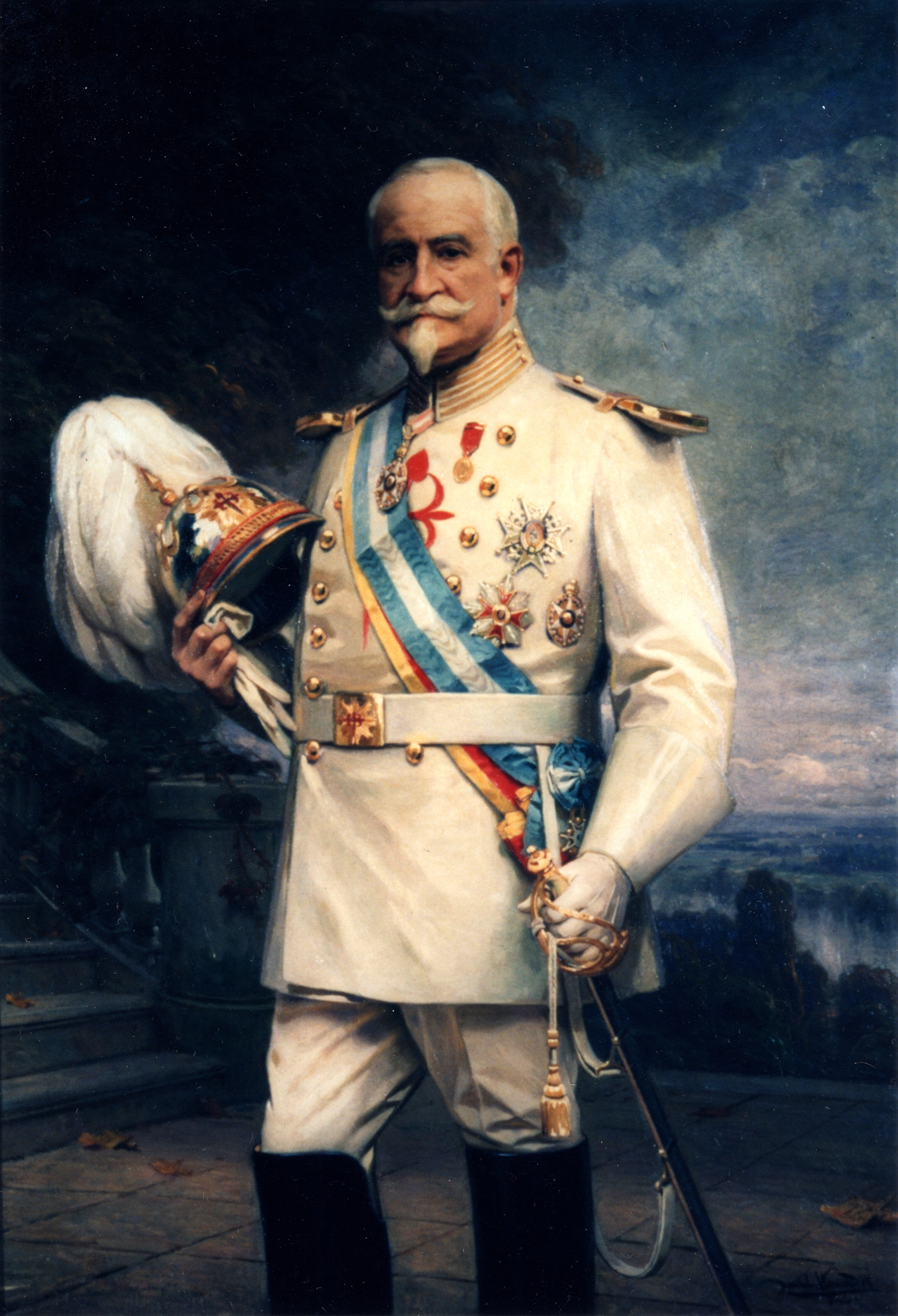
胡安·马里亚诺·戈耶内切，秘鲁政治家（1834-1924）
法蘭西斯克·皮澤洛
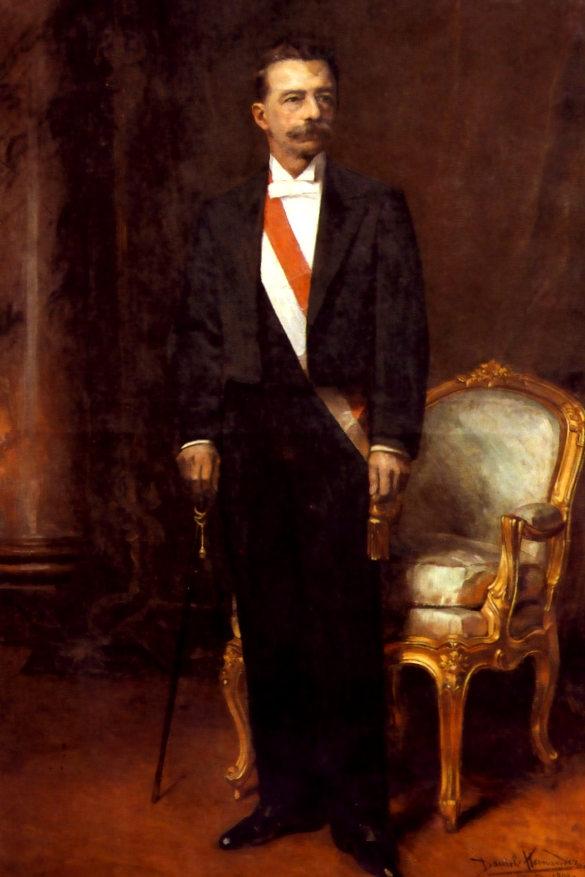
爱德华多·洛佩斯

无所事事的女人
动物园里的女孩
1921年秘鲁政府宫内部